# اتفاقية شحن البضائع (المعايير الدنيا) 1976
اتفاقية شحن البضائع (المعايير الدنيا) لسنة 1976 هي اتفاقية من اتفاقيات منظمة العمل الدولية.
| اتفاقية شحن البضائع (المعايير الدنيا) عام 1976م |                                                                           |
| C147                                            |                                                                           |
| اتفاقية الجمعية العالمية للعمل                  |                                                                           |
| تاريخ التبني                                    | 29 أكتوبر عام 1976                                                        |
| تاريخ التطبيق                                   | 28 نوفمبر عام 1981                                                        |
| تصنيف                                           | بحرية                                                                     |
| الموضوع                                         | بحرية                                                                     |
| السابق                                          | Seafarers' Annual Leave with Pay Convention, 1976                         |
| التالي                                          | Working Environment (Air Pollution, Noise and Vibration) Convention, 1977 |

تم إنشاؤها عام 1976م، ونصت التفاقية على:
«بعد الإقرار بتبني بعض الاقتراحات بخصوص السفن دون المستوى المطلوب، خاصة السفن المسجلة بأسماء شركات وليس أسماء مالكيها.»

## المصادقة عليها
بدءًا من عام 2013، صادقت الاتفاقية 56 دولة.